# Golden Hour
『Golden Hour』（ゴールデンアワー）は、2020年10月21日に発売された尾崎裕哉の1作目のオリジナルフルアルバム。発売元はエスエムイーレコーズ。

## 概要
エスエムイーレコーズ移籍第一弾となった、尾崎裕哉名義の初オリジナルフルアルバム。ライブのみで演奏されていた楽曲は新たなアレンジを加えて一新され、新曲を含む全10曲で構成された。本作には、制作陣にTomi Yoをはじめ、布袋寅泰、KREVAがなどが参加している。
ボーナス・トラックとして、2019年に開催されたONE MAN STAND SPRING 2019(東京公演)のライブ音源の一部が収録された。
特典映像収録DVD付初回限定盤と通常盤の2形態で発売。

## 収録曲
[DISK 1]
1. Golden Hour
作詞/尾崎裕哉、作曲・編曲/Tomi Yo
2. Awaken
作詞・作曲/尾崎裕哉、編曲/Tomi Yo
3. Road
作詞・作曲/尾崎裕哉、編曲/Tomi Yo
4. つかめるまで feat.大比良瑞希
作詞・作曲/尾崎裕哉、編曲/Tomi Yo
5. LONELY
作詞・作曲/尾崎裕哉・SUNNY BOY、プロデュース/SUNNY BOY
6. 想像の向こう
作詞・作曲/KREVA
7. Glory Days
作詞/尾崎裕哉・いしわたり淳治、作曲/尾崎裕哉・蔦谷好位置、編曲/蔦谷好位置
8. 蜃気楼
作詞・作曲/尾崎裕哉、編曲/SUNNY BOY
9. 音楽が終わる頃 feat.大比良瑞希
作詞・作曲/尾崎裕哉、編曲/Tomi Yo
10. 143
作詞・作曲/尾崎裕哉・SUNNY BOY、プロデュース/SUNNY BOY
11. Rock 'n Roll Star feat.布袋寅泰
作詞/尾崎裕哉、作曲/小袋成彬・SHINTA SAKAMOTO、編曲/Tomi Yo
12. ハリアッ!!(Smooth Drive Version)
作詞・作曲/尾崎裕哉・KERENMI・SKY-HI
ONE MAN STAND 2019 SPRING (2019年4月19日東京)ライブ音源

[DISK 2] 初回生産限定盤 DVD
本作の収録曲よりミュージックビデオ及びメイキング映像収録。MUSIC SLASHの配信ライブ映像(2020年)より一部を収録。
1. LONELY Video Clip
2. Making of LONELY
メイキング映像
3. 音楽が終わる頃 Video Clip
尾崎裕哉本人出演
4. 143
MUSIC SLASH 配信ライブ映像
5. 君と見た通り雨
MUSIC SLASH 配信ライブ映像
6. OH MY LITTLE GIRL
MUSIC SLASH 配信ライブ映像